# Niedermoschel
Niedermoschel település Németországban, Rajna-vidék-Pfalz tartományban. Lakosainak száma 505 fő (2023. december 31.).

## Népesség
A település népességének változása:
| Lakosok száma | 485  | 490  | 473  | 488  | 499  | 505  |
|               | 2014 | 2017 | 2019 | 2021 | 2022 | 2023 |